# Bund Deutscher Offiziere
Der Bund Deutscher Offiziere (BDO) wurde am 11./12. September 1943 von 95 deutschen Offizieren im Gefangenenlager Lunjowo bei Moskau gegründet. Bereits kurz nach der Gründung wurde der Bund mit dem Nationalkomitee „Freies Deutschland“ zusammengeschlossen.

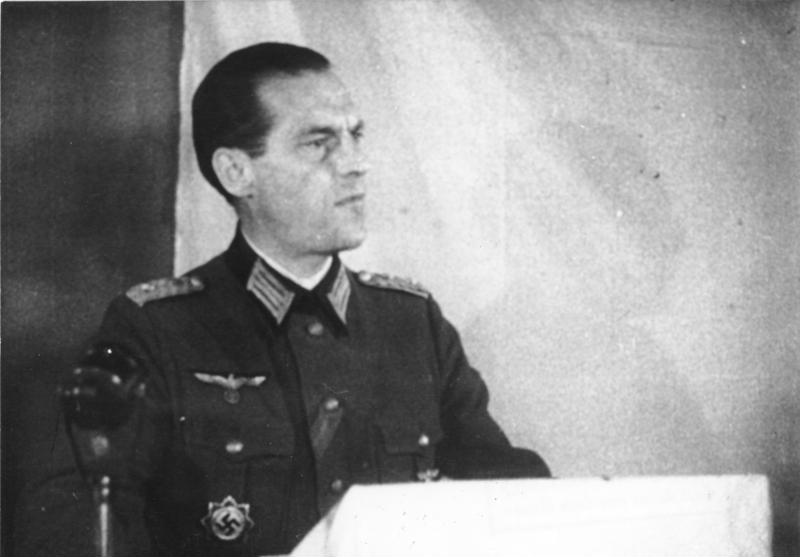
Oberst Hans-Günther van Hooven bei der Gründung des
Bundes, September 1943

## Rolle während des Krieges

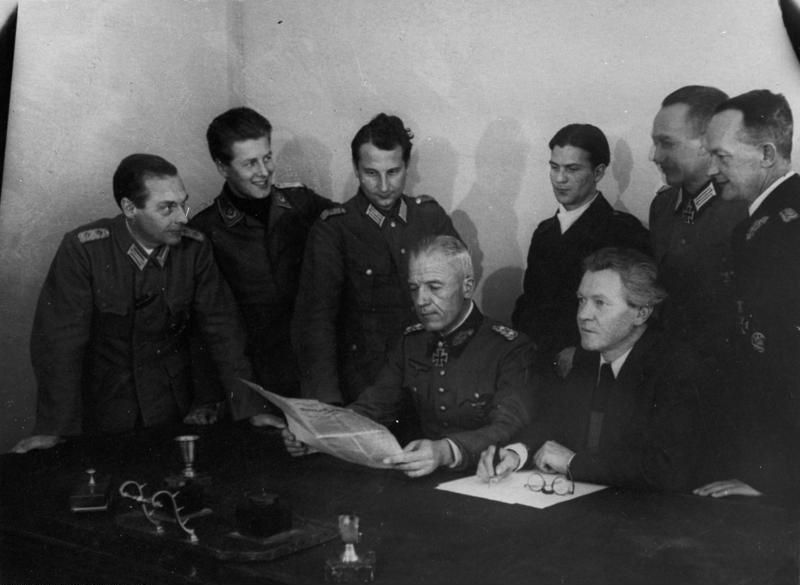
Walther von Seydlitz-Kurzbach (Mitte, sitzend) bei einer Sitzung, rechts neben ihm sitzend Erich Weinert, 1943

Die Initiatoren des Bundes hofften, durch Kooperation mit der Sowjetunion einen Beitrag für die Erhaltung des Deutschen Reiches nach der zu erwartenden Niederlage leisten zu können. Unter Führung des Generals der Artillerie Walther von Seydlitz-Kurzbach, Generalleutnant Alexander Edler von Daniels und später auch gefördert von Generalfeldmarschall Friedrich Paulus, rief der BDO in Flugblättern und Radiosendungen die deutschen Soldaten zum Überlaufen und zum Kampf gegen die Hitler-Diktatur auf. Vor allem bei den nach der Schlacht um Stalingrad in Kriegsgefangenschaft geratenen deutschen Soldaten gewann die Überzeugung Raum, dass Hitler die Wehrmacht in skrupelloser Manier missbrauche.
Nennenswerten Erfolg hatten weder diese Appelle noch die Bemühungen um Einfluss auf die sowjetische Deutschlandpolitik. Nach der Konferenz von Teheran und der Übernahme der angloamerikanischen Forderungen nach bedingungsloser Kapitulation durch die Sowjetunion schrumpfte der Handlungsspielraum des BDO. Mit seinen Zielen zur Beendigung des Krieges und der Schaffung eines demokratischen Deutschlands blieb der BDO bis zu seiner Auflösung durch Stalin am 2. November 1945 ein von der Sowjetunion abhängiges politisch-ideologisches Gebilde, das zunehmend an Bedeutung bzw. Glaubwürdigkeit verlor.

## Rolle in der DDR
Trotzdem aber existierte der BDO in der sowjetischen Besatzungszone noch einige Jahre weiter und etablierte sich in einer Art konservativ-liberaler Gedenkgemeinde und im Sog des sowjetisch-militärischen Geheimdienstes in der Kirche von Potsdam-Bornstedt, um dort der Opfer des Hitlerattentates vom 20. Juli 1944 zu gedenken. In den direkten Umkreis des BDO gehörten nicht nur Friedrich-Wilhelm Krummacher, Vincenz Müller, Luitpold Steidle oder Mischa Wolf, sondern auch viele der alten kaisertreuen Offiziersfamilien in Potsdam, die es in der nachfolgenden DDR offiziell gar nicht geben durfte. So wurde der BDO-Kreis in Potsdam-Bornstedt von den sich ausbreitenden Behörden der DDR zwar nicht verboten, aber auch nicht öffentlich propagiert. Dies hatte vor allem den Hintergrund, dass sich der Potsdamer Offizierskreis selbst nicht ins Rampenlicht der Öffentlichkeit stellte, weil er nicht nur eine vielschichtige Meinung zum Hitlerattentat vertrat, sondern auch von der militärischen Abwehr der Sowjetarmee in Potsdam gestützt wurde. Zunehmend offener propagierte dieser BDO-Zirkel in Potsdam-Bornstedt eine traditionelle militärische Freundschaftverbindung zwischen Deutschland und der Sowjetunion, die sich schon seit den Zeiten des Zaren Peter I. von Russland und des Soldatenkönigs durch die preußisch-deutsche Geschichte gezogen hatte. Zunehmend auch verschärften sich die politischen Meinungsverschiedenheiten zwischen der offiziellen Gedenkstätte für die Opfer des 20. Juli in Berlin und dem Bornstedter Kreis bis zur Unverträglichkeit. Letztlich aber hatte der Bornstedter BDO-Kreis trotzdem einen entschiedenen Einfluss innerhalb des Ulbricht-Staates erreicht und konnte sich als Geburtshelfer der Gesellschaft für Deutsch-Sowjetische Freundschaft (DSF) betrachten, der auch der 1955 zum Bischof von Greifswald ernannte Friedrich Krummacher als treibende Kraft innerhalb der evangelischen Kirche fest zur Seite stand.

## Einschätzung nach 1990
1995 konnte ein Team deutscher und russischer Historiker anhand neuer Archivfunde zeigen, dass die Mitglieder des Bundes Deutscher Offiziere zwischen 1943 und 1945 mehr als Handlanger der Moskauer Führung waren. Für den herausgebenden Historiker des Sammelbandes, Gerd R. Ueberschär, sind sie

„Beispiele für das ernsthafte Bemühen, sich aus der Kriegsgefangenschaft heraus am Kampf und Widerstand gegen Hitler zu beteiligen – vergleichbar den vielfältigen Versuchen zur Bekämpfung des Nationalsozialismus aus dem Exil [...] Sie sind als Teil des Widerstandes deutscher Hitlergegner zu betrachten.“

Bundestagspräsident Wolfgang Thierse urteilte bei der Gedenkveranstaltung im Jahr 2000 in der Gedenkstätte Deutscher Widerstand in Berlin über die in der Nachkriegszeit zunächst nicht als Widerstand anerkannte, sondern gar als Landesverrat angesehene Mitarbeit im Bund deutscher Offiziere: 

„Widerstand gegen Hitler leistete der ‚Kreisauer Kreis‘ ebenso wie die ‚Weiße Rose‘, das ‚Nationalkomitee Freies Deutschland‘ und der ‚Bund Deutscher Offiziere‘; der einsame Attentäter Georg Elser wie der Kardinal von Galen und Dietrich Bonhoeffer, Julius Leber wie Fritz Jacob wie auch die Mitglieder der ‚Roten Kapelle‘. Widerstand gegen Hitler – das war der Aufstand im Warschauer Ghetto ebenso wie der Kampf gegen den Diktator durch jene, die sich ausländischen Widerstandsbewegungen angeschlossen haben. In jüngster Zeit ist endlich auch die Bedeutung des Exils stärker in den Blick gerückt.“